# Monhystera heterolaima
Monhystera heterolaima är en rundmaskart som beskrevs av Stekhoven 1950. Monhystera heterolaima ingår i släktet Monhystera och familjen Monhysteridae. Inga underarter finns listade i Catalogue of Life.